# Symplecta denali
Symplecta denali là một loài ruồi trong họ Limoniidae. Chúng phân bố ở miền Tân bắc.